# Збірна Нової Зеландії з регбі
All Blacks (вимовляється «Ол Блекс» — «цілком чорні») — збірна Нової Зеландії з регбі. У Новій Зеландії регбі є національним видом спорту, а All Blacks — грізна команда, яка має позитивну різницю виграних і програних матчів із усіма іншими збірними світу.
Щорічно All Blacks беруть участь у Турнірі трьох націй, у рамках якого виборюють також кубок Бледіслоу, змагаючись
зі збірною Австралії. Крім збірної Австралії в турнірі трьох націй бере участь збірна Південної Африки. За 11 років існування турніру
команда Нової Зеландії вигравала його 9 разів, двічі (1978 і 2005) виграючи всі матчі. Станом на вересень 2009 року All Blacks — друга за рейтингом команда у світі. 2008 року її визнано регбійною командою року. Дванадцять колишніх гравців команди входять до Зали слави міжнародного регбі.
Свою першу гру команда зіграла 1893 року проти команди Нового Південного Уельсу. Перший тест-матч All Blacks грали 1903 року, вигравши у збірної
Австралії. Незабаром, 1905 року, відбулося турне північною півкулею, під час якого команда програла лише одну гру — у Кардіффі проти збірної Уельсу.
Першу серію тест-матчів проти найпринциповішого супротивника — збірної Південної Африки, All Blacks виграли в Новій Зеландії 1956 р. Через десять
років вони зіграли найдовшу серію перемог, вигравши 17 тест-матчів поспіль (1965—1970 роки). Британські Леви перемагали в серії тест-матчів проти Нової Зеландії лише одного разу — 1971 р., а через сім років All Blacks вперше здійснили великий шлем, перемігши впродовж одного турне усі британські збірні: Англії, Ірландії, Шотландії та Уельсу.
1981 року турне збірної Південної Африки викликало в Новій Зеландії масштабні безпорядки внаслідок протестів проти політики апартеїду. Після скасування апартеїду (1996 року) All Blacks здійснили турне до Південної Африки й уперше виграли серію на африканській землі.
1987 року Нова Зеландія приймала перший Кубок світу з регбі, і All Blacks виграли його. Вдруге вони стали чемпіонами світу в 2011, втретє — 2015 року.
Свої перші матчі збірна Нової Зеландії грала у чорних футболках зі сріблястим пером і білих трусах. Але вже до турне 1905 року команду було одягнуто в цілковито чорну форму, яка дала їй назву і залишається традиційною донині. Перед грою All Blacks зазвичай виконують хаку — традиційний бойовий танець маорі.
Хака у виконанні All Blacks.

## Супротивники та результати
Таблиця станом на листопад 2006 р.[джерело?]
| Команда                       | Кількість ігор | Перемог | Поразок | Нічиїх | % перемог |
| ----------------------------- | -------------- | ------- | ------- | ------ | --------- |
| Австралія                     | 126            | 84      | 37      | 5      | 66.67     |
| Південна Африка               | 70             | 38      | 29      | 3      | 54.29     |
| Франція                       | 43             | 32      | 10      | 1      | 74.42     |
| Британські та Ірландські леви | 34             | 26      | 6       | 2      | 76.47     |
| Англія                        | 29             | 22      | 6       | 1      | 75.86     |
| Шотландія                     | 25             | 23      | 0       | 2      | 92.00     |
| Уельс                         | 23             | 20      | 3       | 0      | 86.96     |
| Ірландія                      | 20             | 19      | 0       | 1      | 95.00     |
| Аргентина                     | 13             | 12      | 0       | 1      | 92.31     |
| Італія                        | 8              | 8       | 0       | 0      | 100.00    |
| Самоа                         | 4              | 4       | 0       | 0      | 100.00    |
| Фіджі                         | 4              | 4       | 0       | 0      | 100.00    |
| Тонга                         | 3              | 3       | 0       | 0      | 100.00    |
| Канада                        | 3              | 3       | 0       | 0      | 100.00    |
| Англо-валійські леви          | 3              | 2       | 0       | 1      | 66.67     |
| Світова XV-ка                 | 3              | 2       | 1       | 0      | 66.67     |
| США                           | 2              | 2       | 0       | 0      | 100.00    |
| Велика Британія               | 1              | 1       | 0       | 0      | 100.00    |
| Японія                        | 1              | 1       | 0       | 0      | 100.00    |
| Збірна островів Тихого океану | 1              | 1       | 0       | 0      | 100.00    |
| Румунія                       | 1              | 1       | 0       | 0      | 100.00    |
| Загалом                       | 417            | 308     | 92      | 17     | 73.86     |